# 芝大門
芝大門（日语：／ Shiba-daimon */?）是東京都港區的地名，現分為芝大門一丁目與芝大門二丁目。2013年（平成25年）7月1日為止的地區人口為1,515人。

## 概要
芝大門位於東京都港區東北部，北接新橋、東至第一京濱（國道15號）與濱松町相接、南至古川（澀谷川）與芝相鄰、西至日比谷通接續芝公園。町域東端為都營地下鐵的大門站、西端為增上寺大門。

## 歷史
- 1598年（慶長3年） - 增上寺從麴町遷至現在的芝，廟前店鋪林立。
- 江戸時代初期 - 本地設立芝片門前、芝中門前、芝三島町等町。
- 1868年（明治元年） - 東京府成立，本地劃屬東京府。
- 1878年（明治11年） - 芝區成立，本地改屬東京府芝區。
- 1889年（明治22年）5月1日 - 東京市成立，本地改為東京市芝區。
- 1903年（明治36年） - 路面電車開通、以本地俗稱的大門作為停留所名。
- 1911年（明治44年） - 省略町名的「芝」，改稱芝區片門前、中門前。
- 1947年（昭和22年）、芝區與赤坂區、麻布區合併成立港區，町名再次冠上「芝」，改稱東京都港區芝片門前、芝中門前。
- 1964年（昭和39年）10月1日 - 都營地下鐵1號線（現在的淺草線）開通，大門站開業。
- 1972年（昭和47年）1月1日 - 實施住居表示，現在的芝大門成立。

### 地名由來
町名的芝大門是1972年住居表示實施所採用的新名。本地發展自增上寺的門前町，充斥著許多小町，缺乏大型的中心町。因此，決定採用當地象徵的增上寺「大門」加上「芝」的冠稱作為新町名。

## 住居表示實施前後的町名變遷
| 實施後       | 實施年月日   | 實施前（各町名部分地區） |
| ------------ | ------------ | --- |
| 芝大門一丁目 | 1972年1月1日 | 芝公園、芝三島町、芝宮本町、芝七軒町、芝宇田川橫町、芝濱松町一丁目、 芝濱松町二丁目、芝愛宕下町四丁目                       |
| 芝大門二丁目 | 1972年1月1日 | 芝片門前一丁目、芝片門前二丁目、芝中門前一丁目、芝中門前二丁目、芝中門前三丁目、 芝濱松町三丁目、芝濱松町四丁目、芝土手跡町 |

## 設施
- 日本紅十字會　（芝大門一丁目）
- 芝大神宮　（芝大門一丁目）

## 備註
1. ↑  .   [2013-08-08]. （原始内容存档于2014-01-06）.
2. ↑  .   [2013-08-08]. （原始内容存档于2019-06-02）.